# 伊戈尔·秋京
伊戈尔·维克托罗维奇·秋京（俄语：И́горь Ви́кторович Тю́тин，羅馬化：Igor' Viktorovič Tyutin，1940年8月24日—），俄罗斯理论物理学家，研究领域为量子场论。